# Brimpsfield
Brimpsfield est une paroisse civile et un village du Gloucestershire, en Angleterre.